# Comuna Iosîpivka, Novomîrhorod
Iosîpivka (în ucraineană Йосипівка) este o comună în raionul Novomîrhorod, regiunea Kirovohrad, Ucraina, formată din satele Iosîpivka (reședința), Kameanuvatka, Rozlîva și Zașciîta.

## Demografie
Componența lingvistică a comunei Iosîpivka
     Ucraineană (95,9%)
     Rusă (1,92%)
     Română (1,48%)
     Alte limbi (0,52%)
Conform recensământului din 2001, majoritatea populației comunei Iosîpivka era vorbitoare de ucraineană (95,9%), existând în minoritate și vorbitori de rusă (1,92%) și română (1,48%).